# العلاقات الكويتية الإثيوبية
العلاقات الكويتية الإثيوبية هي العلاقات الثنائية التي تجمع بين الكويت وإثيوبيا.

## مقارنة بين البلدين
هذه مقارنة عامة ومرجعية للدولتين:
| وجه المقارنة                                              | الكويت        | إثيوبيا                        |
| --------------------------------------------------------- | ------------- | ------------------------------ |
| المساحة (كم2)                                             | 17.82 ألف     | 1.10 مليون                     |
| عدد السكان (نسمة)                                         | 4.14 مليون    | 104.96 مليون                   |
| الكثافة السكانية (ن./كم²)                                 | 232.32        | 95.42                          |
| العاصمة                                                   | مدينة الكويت  | أديس أبابا                     |
| اللغة الرسمية                                             | اللغة العربية | اللغة الأمهرية                 |
| العملة                                                    | دينار كويتي   | بير إثيوبي                     |
| الناتج المحلي الإجمالي (بليون دولار)                      | 120.13 مليار  | 80.56 مليار                    |
| الناتج المحلي الإجمالي (تعادل القوة الشرائية) بليون دولار | 290.53 مليار  | 161.90 مليار                   |
| الناتج المحلي الإجمالي الاسمي للفرد دولار أمريكي          | 29.30 ألف     | 619                            |
| الناتج المحلي الإجمالي للفرد دولار أمريكي                 | 73.25 ألف     | 1.50 ألف                       |
| مؤشر التنمية البشرية                                      | 0.816         | 0.442                          |
| رمز المكالمات الدولي                                      | +965          | +251                           |
| رمز الإنترنت                                              | .kw           | .et                            |
| المنطقة الزمنية                                           | ت ع م+03:00   | ت ع م+03:00، توقيت شرق أفريقيا |

## منظمات دولية مشتركة
يشترك البلدان في عضوية مجموعة من المنظمات الدولية، منها:
| علم المنظمة | اسم المنظمة                        | تاريخ انضمام الكويت | تاريخ انضمام إثيوبيا |
| ----------- | ---------------------------------- | ------------------- | -------------------- |
|             | الاتحاد البريدي العالمي            | ?                   | ?                    |
|             | مؤسسة التنمية الدولية              | 13 سبتمبر 1962      | 11 أبريل 1961        |
|             | منظمة حظر الأسلحة الكيميائية       | ?                   | ?                    |
|             | الأمم المتحدة                      | 14 مايو 1963        | 13 نوفمبر 1945       |
|             | وكالة ضمان الاستثمار متعدد الأطراف | 12 أبريل 1988       | 13 أغسطس 1991        |
|             | منظمة الشرطة الجنائية الدولية      | ?                   | ?                    |
|             | مؤسسة التمويل الدولية              | 13 سبتمبر 1962      | 20 يوليو 1956        |
|             | البنك الدولي للإنشاء والتعمير      | 13 سبتمبر 1962      | 27 ديسمبر 1945       |
|             | الاتحاد الدولي للاتصالات           | 14 أغسطس 1959       | 20 فبراير 1932       |
|             | البنك الإفريقي للتنمية             | ?                   | ?                    |
|             | يونسكو                             | 18 نوفمبر 1960      | 1 يوليو 1955         |

## وصلات خارجية
- موقع وزارة الخارجية الكويتية
- موقع وزارة الخارجية الإثيوبية